# 李燦烽貪污案
李燦烽貪污案是指李燦烽在1999年至2008年間擔任土地工務運輸局副局長、2014年至2019年間“升職”擔任土地工務運輸局局長期間的貪污舞弊的案件。案件源於2021年12月24日上午，澳門廉政公署公佈偵查一宗貪污賄賂案件中，揭發一名土地工務運輸局前領導涉嫌親身及透過親屬收受商人巨額利益，在任職期間濫用職權，不法審批多宗建築項目申請。李燦烽本人於中國大陸被捕，後經過兩地司法互助機制移交至澳門，其本人被落案控告涉嫌觸犯“受賄作不法行為罪”、“清洗黑錢罪”和“偽造文件罪”。
另一方面，其上司賈利安在1999年至2014年10月31日期間任職土地工務運輸局局長，廉署經調查其在任期間，同時涉及貪污和收受利益，目前賈利安有傳已藏匿外地並且有傳指己返回其家鄉葡萄牙，同時賈利安本人涉及本案，被落案控告“黑社會罪”、“犯罪集團罪”、“受賄作不法行為罪”及“洗黑錢罪”等控罪。
2023年3月31日，本案初審宣判。其中第一被告李燦烽共被判監禁24年，第十二被告在逃的賈利安被判監禁20年。另外兩名被羈押的涉案商人蕭德雄和關偉霖分別被判監24年和18年。

## 涉案人士
2022年11月4日，終審法院辦公室以新聞稿方式公佈案件詳情，包括公開各被告的全名。初級法院第二刑事法庭開庭審理工務局兩前領導及商人貪腐的刑事案件（合議庭普通刑事案第CR2-22-0171-PCC號）。案情指，工務局兩名前領導嫌犯賈利安和嫌犯李燦烽分別涉嫌收取涉案地產商人的利益，以便他們在審批建築項目過程中提供協助，涉及的項目包括「疊石塘山建築項目」、「名門世家建築項目」、「南灣C8地段工程項目」、「TN20 & TN24建築項目」和「主教山別墅項目」。兩名嫌犯涉嫌使用不法所得購買大量不動產。嫌犯李燦烽還涉嫌不實申報財產。此外，嫌犯蕭德雄和嫌犯史鐵生與嫌犯李燦烽涉嫌為了協助嫌犯李涵、嫌犯李永峰、嫌犯左天賢及嫌犯尤曉娜獲得澳門居留權，以虛假入股作為重大投資方式，透過製作虛假文件向「貿易投資促進局」申請重大投資居留。
2023年3月31日，初級法院第二刑事法庭於初級法院刑事大樓對工務局前領導及商人貪腐案件作一審宣判。
2023年11月21日，中級法院就本案上訴作出裁決，上訴人李燦烽、蕭德雄、關偉霖、吳立勝、史鐵生、吳驥年、劉寶芳、胡家儀及蕭家權分別提出關於「黑社會的罪」和「受賄作不法行為罪」、「行賄罪」和「清洗黑錢罪」（加重）部分的上訴，當中部分獲裁定成立，多人因此獲得大幅減刑。其中原審被判囚24年的李燦烽改判17年；原審判24年的蕭德雄改判12年；原審判18年的關偉霖改判5年6個月；原審判15年的吳立勝改判4年6個月，至於原審被判20年、在逃的賈利安沒有提出上訴。
2024年7月26日，中級法院合議庭嫌犯賈利安、李惠清、鄺尹詩、文禮聰和李涵作出覆核判決，指由於「黑社會罪」是一項共同實施的犯罪，而開釋的決定不是基於被開釋嫌犯的“純粹個人理由”，因此根據《刑事訴訟法典》第392條的規定，相關開釋和改判決定，當中賈利安改判監16年。
| 被告                     | 姓名   | 被捕時身份                                                                                 | 被捕時年齡 | 控罪 | 判刑                                      | 備註 |
| ------------------------ | ------ | ------------------------------------------------------------------------------------------ | ---------- | --- | ----------------------------------------- | --- |
| 第一被告                 | 李燦烽 | 土地工務運輸局領導層，1999年至2008年間擔任副局長、2014年至2019年間擔任局長                 | /          | 初審：被控一項《有組織犯罪法》中的“黑社會罪”內的“犯罪集團罪”、十二項“受賄作不法行為罪”、十項“清洗黑錢罪（加重）”、 一項“偽造文件罪”及四項“資料不正確罪” 中審改判部分控罪，包括五項「受賄作不法行為罪」、四項「清洗黑錢罪」、一項「濫用職權罪」 | 24年實際徒刑（一審） 17年實際徒刑（二審） | / |
| 第二被告                 | 蕭德雄 | 全国政协委员、澳門江門同鄉會創始人                                                         | /          | 一項《有組織犯罪法》內「黑社會罪」的「犯罪集團罪」、兩項「行賄罪」、八項「清洗黑錢罪(加重)」及四項「偽造文件罪」 | 24年實際徒刑（一審） 12年實際徒刑（二審） | 涉及益隆炮竹廠換地風波及疊石塘山超高樓項目風波                                                                                          |
| 第三被告                 | 關偉霖 | 環保建築協會會長、澳門房地產聯合商會副會長、盛澳國際體育文化娛樂發展推廣有限公司主席、商人 | /          | 一項《有組織犯罪法》內「黑社會罪」中的「犯罪集團罪」、三項「行賄罪」及三項「清洗黑錢罪(加重)」 | 18年實際徒刑（一審） 5年6個月（二審）     | 涉及名門世家項目 |
| 第四被告                 | 吳立勝 | 商人                                                                                       | /          | 一項《有組織犯罪法》內「黑社會罪」中的「犯罪集團罪」、四項「清洗黑錢罪（加重）」 | 15年實際徒刑（一審） 4年6個月（二審）     | 2018年曾涉及賄賂聯合國外交官案於美國判監，2021年3月獲美國當地法院提前釋放返澳，現獲准保釋侯審，其代表律師為前澳門立法會間選議員歐安利。 |
| 第五被告                 | 史鐵生 | 商人、澳門南湾发展公司股东                                                                 | /          | 一項《有組織犯罪法》內「黑社會罪」中的「犯罪集團罪」、七項「清洗黑錢罪（加重）」及四項「偽造文件罪」 | 20年實際徒刑（一審） 8年（二審）          | / |
| 第六被告                 | 潘暖荷 | /                                                                                          | /          | 一項《有組織犯罪法》內「黑社會罪」中的「犯罪集團罪」、兩項「清洗黑錢罪（加重）」 | 罪名不成立                                | 商人吳立勝（第四被告）妻子 |
| 第七被告                 | 吳驥年 | 威得利企業發展股份有限公司執行董事                                                         | /          | 一項《有組織犯罪法》內「黑社會罪」中的「犯罪集團罪」、一項「行賄罪」及一項「清洗黑錢罪(加重)」」 | 8年6個月實際徒刑（一審） 2年（二審）      | 第四被告、商人吳立勝的兒子 |
| 第八被告                 | 劉寶芳 | 澳門房地產聯合商會副秘書長                                                                 | /          | 一項《有組織犯罪法》內「黑社會罪」中的「犯罪集團罪」、一項「行賄罪」及兩項「清洗黑錢罪(加重)」」 | 10年實際徒刑（一審） 3年9個月（二審）     | / |
| 第九被告                 | 梁嘉儀 |                                                                                            | /          | 一項《有組織犯罪法》內「黑社會罪」中的「犯罪集團罪」及一項「清洗黑錢罪（加重）」 | 罪名不成立                                | 第四被告、商人吳立勝的契女 |
| 第十被告                 | 黃其俊 |                                                                                            | /          | 一項《有組織犯罪法》內「黑社會罪」中的「犯罪集團罪」及一項「清洗黑錢罪（加重）」 | 7年6個月實際徒刑（一審）無罪（二審）      | / |
| 第十一被告               | 左天賢 |                                                                                            | /          | 一項「偽造文件罪」 | 3年6個月實際徒刑                          | 非法取得投資移民居留權 |
| 以下被告被列為在逃被通輯 |        |                                                                                            |            | |                                           | |
| 第十二被告               | 賈利安 | 前土地工務運輸局局長（1999-2014年）                                                        | /          | 一項《有組織犯罪法》內「黑社會罪」中的「犯罪集團罪」、五項「受賄作不法行為罪」及六項「清洗黑錢罪(加重)」 | 20年實際徒刑                              | 在逃，實際其個人身在具體地點不知情，有傳指其已返回家鄉葡萄牙退休                                                                        |
| 第十三被告               | 李惠清 | 澳門江門同鄉會負責人                                                                       | /          | 一項「犯罪集團罪」及兩項「清洗黑錢罪（加重）」 | 12年實際徒刑                              | / |
| 第十四被告               | 鄺尹詩 | /                                                                                          | /          | 一項「犯罪集團罪」、兩項「受賄作不法行為罪」及三項「清洗黑錢罪（加重）」 | 15年實際徒刑                              | 曾任澳門菁英會會長 |
| 第十五被告               | 文禮聰 | 商人                                                                                       | /          | 一項《有組織犯罪法》內「黑社會罪」中的「犯罪集團罪」、三項「受賄作不法行為罪」及三項「清洗黑錢罪（加重）」 | 15年6個月實際徒刑                         | 鄺尹詩丈夫 |
| 第十六被告               | 蕭家權 | /                                                                                          | /          | 一項「犯罪集團罪」、一項「行賄罪」及兩項「清洗黑錢罪（加重）」 | 9年實際徒刑（一審） 3年6個月（二審）      | / |
| 第十七被告               | 胡家儀 | 信寶國際控股有限公司（0600）前執行董事，                                                   | /          | 一項《有組織犯罪法》內「黑社會罪」中的「犯罪集團罪」、兩項「行賄罪」及兩項「清洗黑錢罪(加重)」 | 10年實際徒刑（一審） 3年9個月（二審）     | 商人林偉生意夥伴，曾捲入歐文龍貪污案，2011年3月26日被澳門初級法院判囚一年十個月，獲准緩刑兩年六個月，另須于六個月內向澳門特區支付80萬元 |
| 第十八被告               | 李涵   | /                                                                                          | /          | 一項「犯罪集團罪」、三項「受賄作不法行為罪」、三項「清洗黑錢罪（加重）」及一項「偽造文件罪」 | 18年實際徒刑                              | 非法取得投資移民居留權 |
| 第十九被告               | 李海燕 | /                                                                                          | /          | 一項「犯罪集團罪」、一項「受賄作不法行為罪」及一項「清洗黑錢罪（加重）」 | 罪名不成立                                | 第十八被告之堂姐／非法取得投資移民居留權                                                                                                |
| 第二十被告               | 李永峰 | /                                                                                          | /          | 一項「偽造文件罪」 | 3年6個月實際徒刑                          | 非法取得投資移民居留權 |
| 第二十一被告             | 尤曉娜 | /                                                                                          | /          | 一項「偽造文件罪」 | 3年6個月實際徒刑                          | 非法取得投資移民居留權 |

## 拘捕
2021年12月24日上午，澳門廉政公署公佈偵查一宗貪污賄賂案件中，揭發土地工務運輸局前領導涉嫌親身及透過親屬收受商人巨額利益，在任職期間濫用職權，不法審批多宗建築項目申請。案情指該領導在任期間在明知某建築項目的街線圖已失效，但仍准許相關建築項目計劃沿用舊有街線圖，令相關建築項目毋須上呈城市規劃委員會討論，同時該前領導在明知有關建築計劃違反相關建築行政指引之規定下，仍涉嫌指示下屬核准建築計劃，令該建築計劃申請獲得批准。另外該涉案商人亦涉嫌以投資其名下集團公司之名義，協助該名前領導之親屬虛假入股公司，該前領導親屬藉此以重大投資移民方式，向貿易投資促進局申請重大投資居留並成功獲批。以該領導亦涉嫌收受另一商人給予的巨額利益，在土地使用期限快將過期前，繞過法定程序加速工程項目的驗收工作並發出使用准照。該前領導涉嫌觸犯受賄作不法行為罪、清洗黑錢罪和偽造文件罪。其餘涉案商人及相關人士則分別涉嫌觸犯行賄罪、清洗黑錢罪及偽造文件罪，廉署採取拘捕行動，透過司法警察局表達，向中國大陸公安部門獲接納協助，成功截獲長期潛逃在中國大陸生活的該名前領導，案件已送至檢察院處理，其後經過本地傳媒查詢核實是李燦烽其本人。

## 偵辦及起訴
2021年12月24日，澳門特別行政區檢察院完成俱辦，土地工務運輸局前領導及兩涉案人共三名嫌犯涉嫌賄賂洗錢被羈押。又指，對另外五名嫌犯分別採取定期報到、禁止離境及接觸等強制措施。案情指，在2018年期間，廉政公署於調查報告中揭發澳門多個建築項目存在違規情況，經分析有關調查報告，檢察院發現當中存在刑事違法行為的跡象並開立刑事偵查卷宗，相關案件由廉政公署繼續偵查。在初步案情指該前領導涉嫌非法收取其他涉案人士的不法利益，在多個建築項目為其他涉案人士提供協助，使相關工程項目申請獲批或獲得加快審批，從而令有關涉案人士獲取巨大利益。又稱，案中人士亦涉嫌「透過迂迴隱蔽的方式掩飾資金來源及將涉案資金作不法移轉」。該名前領導亦涉嫌以投資為名，「以虛假入股其中一名涉案人士的公司為手段，合謀令其一名親屬向有關當局申請重大投資居留許可並獲批准」。
據澳廣視葡文電台於2022年6月24日報道，李燦烽被控以「黑社會罪」、「犯罪集團罪」以及「洗黑錢罪」。商人蕭德雄、關偉霖、吳立勝亦捲入案中，全案涉及21人。廉署先後在2021年12月、2022年1月公佈李燦烽、賈利安涉受賄洗錢並移交檢察院繼續偵查，其後檢察院現將兩案合併起訴。據有關報道，李燦烽被控「黑社會罪」及「犯罪集團罪」，兩罪競合；11項「受賄作不法行為罪」； 10 項「洗黑錢罪」；一項「偽造文件罪」和4項「財產不實申報罪」。而賈利安被控「黑社會罪」及「犯罪集團罪」，兩罪競合；5 項「受賄作不法行為」和 6 項「洗黑錢罪」。據檢察院早前公佈，李燦烽與其他的涉案人包括蕭德雄、關偉霖及吳立勝涉嫌觸犯「受賄作不法行為罪」，最高可處至八年徒刑；「行賄罪」， 最高可處至三年徒刑；「清洗黑錢罪」， 最高可處至八年徒刑以及「偽造文件罪」 ，最高可處至八年徒刑。

## 司法程序
2022年8月13日，澳門特別行政區檢察院公佈澳門特別行政區初級法院將在於11月4日上午10時開庭審理工務局前局長李燦烽涉嫌受賄批出建築項目的案件。案件並涉及多名商人包括蕭德雄、關偉霖、吳立勝，胡家儀等，土地工務運輸局另一名前局長賈利安亦牽涉案件，案中共有21名被告。

### 初級法院開審
2022年11月4日，本案於當天上午10時開審，多部囚車在上午9時許陸續抵達初級法院，案中合共有21名被告，被控犯罪集團、受賄或行賄、清洗黑錢等罪名。由於案中多名被告缺席，合議庭主席宣布案件改期於11月25日上午9時30分再審。案中第一被告前工務局局長李燦烽在庭上詢問下次出庭可否帶同起訴書，合議庭主席稱，原則上在法庭內不能取文件看，但被告可以提出申請。
2022年11月25日，案件正式開審。
- 案件涉及21名被告，當中李燦烽被指涉嫌收取涉案地產商人的利益，以便在審批建築項目過程中提供協助，涉及包括疊石塘山等建築項目。檢察官在庭上問李燦烽與疊石塘山項目發展商蕭德雄的關係，李燦烽回答是工作上關係，並稱2015年接任工務局局長後，疊石塘山是他上任要處理的第一個項目，一天最多開過五次會議，包括與時任行政長官、司長和發展商。對於有關項目的環評報告指項目可能對生態有影響，質疑朝向商人的利益發展，李燦烽稱，環評報告的意見並非約束性，他當時是要協商處理好，使項目要取得共同利益[20]。
- 檢察官在庭上指李燦烽完全不遵守法律，涉嫌收取利益，包括在2014年，案中第二被告蕭德雄和第五被告史鐵生將名下一間公司的百分之一股份轉給李燦烽，估計當時的價值相當於5,000萬至1億人民幣，另外亦指李燦烽曾用4萬元開設1間公司，賺取2,700多萬元[21]。
- 第一被告李燦烽否認控罪，供稱是指接受時任行政長官崔世安於2014年再次回巢，但崔世安指第一被告擔任局長是運輸工務司羅立文作選擇。更指疊石塘山超高樓項目風波是崔世安和羅立文要求盡快跟進。在回應主任檢察官期間多次指忘記相關內容，更指出疊石塘項目當年因為社會強烈反對，時任局長賈利安（第十二被告）因為「驚」，有關項目一度擱置，後來由崔世安再次啟動並親自督辦[22]。
- 另一個涉貪項目名門世家涉及商人即第四被告吳立勝，李燦烽稱，他於2009年開始協助推動聯合國難民署落地澳門，這是國際組織項目，得到中央領導、中聯辦領導及支持。主任檢察官要求相關文件證明，但李燦烽指相關文件已銷毀，被問到為何銷毀文件？李燦烽稱北京看法未必如此，其認為吳立勝被捕判刑，是因為美國從中作梗，又認為吳立勝是澳門版的“孟晚舟”。案件顯示李燦烽收受多筆不合理的巨款，但李燦烽稱那些都是自己為其他公司工作後應得的報酬，引起檢察官質疑，李燦烽辯稱，他不熟識財務安排，只要款項到帳就可以，當中是如何組織安排，他無需要知道，而中國人生意就是「牙齒當金使」[23]。

2022年12月1日，本案續審，李燦烽在庭上承認有炒樓，但否認收受利益。控訴書指其購買11個單位，聲在購買時沒收取過任何利益，他又稱，在做公職時，有清理自己在其他公司的股份，亦曾經將款項寄往澳洲，並無隱瞞。對於五項涉貪建築項目和涉嫌使用不法所得購買大量不動產，李燦烽在庭上否認指控。第一被告李燦烽在庭上作供時再指，時任特首崔世安當年與其開會時，強調支持第二被告蕭德雄的疊石塘項目，對於被指掩飾不法利益，李燦烽回應稱，自己沒有隱瞞的企圖，並全部諮詢過「崔世安先生」的意見，絕對符合財產申報的相關要求；另外被指涉嫌使用不法所得購買大量不動產，李燦烽在庭上否認指控。
2022年12月2日，第一被告李燦烽作供稱「主教山別墅項目」沒有違法，也否認從中收受利益。第二被告蕭德雄亦表示從來沒有透過李燦烽獲得任何好處，蕭德雄本人指有關項目並非以賣樓為目的，所以自己一直無參與，由則師跟進。被問到他的建築項目是否曾需要案中第十二被告賈利安處理？蕭德雄表示不需要，指他的公司項目從來沒有問題，若有問題，公司亦有工程師和則師等人處理。至於第一被告李燦烽曾經持有一個名門世家的複式單位，他否認涉賄得到單位，李稱當時合同寫明是「稅後收入」，又稱請教過「崔世安先生」以及「華年達律師」，均認為無問題。檢察官問可否提供有關合同？李指當時（吳立勝在美國因行賄被捕後）已銷毀很多文件，而且他現在正被羈押，無法尋找相關文件。檢察官質疑李燦烽所說，要求他指示律師協助尋找有關合同。
2023年1月5日，法庭傳召多名證人詢問內容大多與第十三至第十五被告賈利安的妻子李惠清、李的女兒鄺尹詩和女婿文禮聰有關。有證人提到賈利安親屬涉及各行各業生意，包括地產中介、珠寶、花店、餅店和一間著名日本料理餐廳等，該四人仍然在逃沒有出庭受審。有證人形容賈利安與李惠清關係如同「火星撞地球」，認為李惠清不會接觸涉及賈利安工作範疇的事情，但亦有證人指兩人是正常夫妻關係。
2023年1月6日，第二被告蕭德雄的下屬何世明出庭作供，被檢控官黎裕豪多次質疑何的證言不合邏輯，更直指何在庭上「講大話」。其後檢控官即場發出口頭拘捕令，並由司警將其帶走。該事件與周焯華案當中，該檢控官亦指控證人作虛假證言，向法院申請以現行犯拘留證人。
2023年1月13日庭審中，第一被告李燦烽對證人劉榕品格提出質疑，指出聽到時任特首崔世安指“榕仔好奸狡”。指出運輸工務司羅立文於2015年初撤去城規會秘書處秘書長一職，並立即完成相關行政法規。劉榕當時身兼規劃廳廳長和城規會秘書處秘書長，而後者的待遇相當於副局長，當時傳媒有很多陰謀論。
2023年2月2日庭審中，廉署證人表示李燦烽離職後因害怕被查而畏罪潛逃，但辯方律師於當年2月3日庭審中反駁有關指控。證人則表示，監聽資料顯示，曾有未被列入案件的「高層人士」曾與李燦烽通話，談及李正被廉署調查，所以李不回來澳門，但因為那人是「高層人士」，所以不方便透露。也有工務局人員向李燦烽透露廉署去局方取卷宗資料。另外，法庭已傳召到第80號證人，但庭審至今似乎仍未見有直接的證據顯示，案中被告收受的利益與作出的違法行為之間的確鑿關聯。對於賈利安被指涉嫌受賄，賈的代表律師包偉鋒在庭上表示，要證明受賄必須要有發生過的事實，現在檢控賈利安家族成員收受商人「蓮莖巷」和「聖祿杞街」不動產的利益，但賈利安有否向他人要求得到好處？這些買賣行為如何「實實在在進行及最終落到賈利安手上」？主審法官盧映霞表示，相信不會有「白紙黑字」，監聽也不會有，廉署證人曾表示，賈利安用家族的資金「找卡數」、買車。廉署證人表示︰「無錯」，賈利安和整個家族密不可分，甚至日常開銷「直情唔使用自己人工，透過第三者收（利益）」。包偉鋒再問，廉署有否透過任何方式監聽到，賈利安曾指示家族成員收取利益？如果沒有，「咁樣即係無證據啦！」盧官表示，證人之前已經回答過是從偵查所得出的結論，「你唔好要求證人回答你想要既答案！」

### 初審結案及宣判
2023年2月下旬，本案進入結案陳詞。案中21名被告，繼續只有11人出席庭審。控方表示，賈李二人收取不法利益，在多個建築項目上提供協助以及違法審批，涉及的部分賄款也未能提供文件證據反證，只有辯方證人的片面之詞。控方指至少自2003年起賈、李已與地產商人裡應外合，合謀創立犯罪組織，會使用暗語，隱蔽性強，反偵查能力強，建議法庭充公賈利安及其家族成員持有的37個不動產。而辯方代表第一被告李燦烽的律師華文洛在結案陳詞中指李燦烽涉及的項目，與涉受賄的不法利益不存在因果關係。吳立勝代表律師歐安利表示其否認其所有控罪，強調名門世家複式單位是李燦烽參與「南南項目」的報酬，並非無償贈予。又指名門世家等項目能豁免街影條例、改用「街影替代法」是政府政策，並非工務局濫用職權。
2023年3月28日，初級法院辦事處消息，鑒於檢察院於該年3月20日向初級法院第二刑事法庭第CR2-22-0171-PCC號合議庭普通刑事案（工務局前領導及商人貪腐案）提出對控訴書部分內容作出更正，法庭已將相關文件通知了各嫌犯律師以便作出回覆。因此，相關合議庭決定於2023年3月31日中午12時開庭，以便各嫌犯及其律師就上述事宜作補充陳述，同日下午2時45分公開宣判。
2023年3月31日，案件審判一刻其餘被告保持平靜，但第一被告李燦烽表現最激動，拍掌呼冤，滿臉通紅被獄警押走。有在場旁聽親友落淚。多名律師不服判決，當庭提出上訴。判詞中寫到：

“李燦烽、賈利安身為政府部門局長級領導人員，在經歷過其前直屬司長涉貪案件後，仍未有汲取足夠教訓，並在同一工務領域領導、參與並進行貪腐的工程審批活動，藉此獲得豐厚不法金錢收益，罔顧正常審批程序及違法建築物對社會及民生所帶來的負面影響，二人的行為更令特區政府蒙羞”；第十三嫌犯李惠清、第十四嫌犯鄺尹詩、第十五嫌犯文禮聰協助賈利安以迂迴方式收受賄賂利益，第十八嫌犯李涵（李燦烽的事實婚姻關係人）也協助李燦烽以迂迴方式收受賄賂利益，分別藉此協助李燦烽及賈利安獲得不正當利益及逃避刑事追訴。 至於蕭德雄、關偉霖、吳驥年、劉寶芳、黃其俊、胡家儀，同樣在知悉上述前司長涉貪案件，但仍漠視法紀，並以更迂迴方式賄賂政府局級官員，吳立勝、史鐵生、黃其俊與該等嫌犯更協助李燦烽及賈利安以迂迴方式收受賄賂利益，行為令人髮指。    案件至今，各嫌犯均未有任何悔過表現，“李燦烽更多次以癲三倒四方式諉過於人，藉此將自身不法行為合理化”。

### 中級法院

#### 五名被告不服羈押刑期上訴被駁回
2023年6月1日，中級法院涉行賄土地工務運輸局前局長的商人吳立勝等五人，對羈押決定的上訴。最近上載判詞，顯示吳立勝提出健康理由、羈押違反無罪推定原則，都不被法官接納。上訴由吳立勝、史鐵生、吳驥年、劉寶芳及黃其俊提出，中院頒佈判詞指五人均提出自己不存在逃走的風險，現年75歲的吳立勝和66歲的史鐵生分別表示自己的身體狀況不宜羈押。劉寶芳、黃其俊又認為，原審羈押批示無載明法律依據，應導致批示無效。中院法官譚曉華在判詞指出，對犯黑社會罪的嫌犯採用羈押是強制性的，而無罪推定與嫌犯身份具有不同的法律意義。最終中院駁回有關刑期覆核之申請。

#### 上訴宣判 各被告提出上訴理由成立或不成立
2023年11月21日，中級法院刑事合議庭裁定上訴人蕭德雄、賈利安、李惠清、鄺尹詩及文禮聰提出的中間上訴理由不成立；上訴人黃其俊提出的主上訴理由成立；上訴人李燦烽、蕭德雄、關偉霖、吳立勝、史鐵生、吳驥年、劉寶芳、胡家儀及蕭家權提出的主上訴理由部分成立；上訴人左天賢、李永峰及尤曉娜提出的主上訴理由不成立。

### 終審法院
2024年5月1日，終審法院就涉工務局前領導及商人貪腐的上訴案件作出裁決，裁定檢察院上訴敗訴，即維持中級法院開釋李燦烽等人涉貪腐案「黑社會罪」。終院指出，中院對該等被告沒有觸犯「黑社會罪」和「犯罪集團罪」的觀點並無任何可指正之處。據判決，第一被告李燦烽、第二被告蕭德雄、第三被告關偉霖、第四被告吳立勝、第五被告史鐵生、第七被告吳驥年、第八被告劉寶芳、第十被告黃其俊、第十六被告蕭家權和第十七被告胡家儀，「既沒有觸犯『黑社會罪』（見第6/97/M號法律第2條），也沒有觸犯『犯罪集團罪』(見澳門《刑法典》第288條)的觀點並無任何可指正之處。」

## 涉案項目
案情指，工務局兩名前領導、被告賈利安和被告李燦烽分別涉嫌收取涉案地產商人的利益，以便他們在審批建築項目過程中提供協助，涉及項目包括「疊石塘山建築項目」、「名門世家建築項目」、「南灣C8地段工程項目」、「TN20 & TN24建築項目」和「主教山別墅項目」。兩名被告涉嫌使用不法所得購買大量不動產。被告李燦烽還涉嫌不實申報財產。此外，被告蕭德雄和史鐵生與李燦烽涉嫌為了協助李涵、李永峰、左天賢及尤曉娜等被告獲得澳門居留權，以虛假入股作為重大投資方式，透過製作虛假文件向「貿易投資促進局」申請重大投資居留。

### 南灣C8地段項目及疊石塘山建築項目
2014年12月，李燦烽「回巢」上任工務局局長時，曾聲稱自己在沒有擔任公職的六年來「主要是學習」。而控訴書指，「南灣C8項目」方面，李燦烽被指身為公務員，在自由、自願及有意識的情況下，為獲得不正當利益，為集團地產商人在「南灣C8項目」及「疊石塘山建築項目」上提供協助，至少一次透過家族成員以迂迴方式，收取集團的地產商人給予的不法利益回報。而李燦烽被指於2012年透過「得睿工程顧問一人有限公司」，於2012年9月向「高陞控股有限公司」（股東蕭德雄）開出港幣840萬元的支票，款項用於「購入南灣C8地段公司股權1%（一股）」，其後蕭、史兩人將「冠達集團有限公司」5%的股份轉讓予李持有的「長旺投資有限公司」，導致「長旺」間接持有「雅景灣」1%的權益。為掩飾「長旺」及「冠達」股東身份，李於2014年12月上任工務局局長前後，將有關身份轉讓予第十八被告李涵（李燦烽事實婚關係人）及李海燕（李涵堂姐），李仍實際操控有關公司。蕭、史為補償李於此項目的利益，以及疊石塘山建築項目的審批過程中得到的協助，透過他人給予李港幣160萬元的不法利益；2016年5月，多個南灣湖地段發展商向行政當局申請批准延長土地利用期十年，身為工務局局長的李，批示將申請轉交工務局土地管理廳跟進。
兩人分別對項目作出不同程度的干預，在疊石塘山超高樓項目風波中不顧其他部門反對，賈利安均對其下屬作施壓，最終引起社會的爭議後才“煞停”。案情指出，賈利安在事件中，至少四次透過其家族成員以迂迴方式，收取案中地產商人的不法利益，當中包括一個“南灣半島一樓F商舖”；收取蕭德雄透過鄭鳳清出售“皇朝廣場十一樓S”住宅單位給予的393萬港元。2014年，李燦烽接任局長後，為了使審批程序繼續開展，蕭德雄、史鐵生向李燦烽轉移兩人名下的股份，無償贈予李燦烽江門高爾夫球會房地產項目百分之一股份，價值約人民幣5,300萬至1億元；在2015年10月29日，根據李燦烽指示，時任代副局長黎永亮批示同意項目建築計劃草案的建議。李燦烽從中至少五次收取地產商人的不法利益。
2022年1月5日，本案續審，第二被告、商人蕭德雄提及，與時任行政長官崔世安會議時，對方提出「疊山塘山地段是『白區』。」崔世安又要求下屬「抓緊時間落實、實事求是、該點就點」。其下屬於當天作供表示，肯定時任行政長官講過疊石塘是「白區」，並對此印象深刻。主任檢察官黎裕豪表示，時任特首不屬建築專業，對其貿然定義疊石塘為「白區」的說法感到奇怪，黎裕豪相信「白區」只是「俗語」，地段仍屬於《路環整治規劃》的限高部份。
2023年1月6日，案情指，賈利安在任職工務局局長及審批「疊石塘山建築項目」期間，蕭德雄史生與賈協商下，透過無償贈予一個「南灣半島1樓F商舖」方式，向賈利安輸送不法利益，作為賈利安協助通過「疊石塘山建築項目」。賈利安離任前，蕭德雄又與賈經商議，繼續以遠低於市價每月港幣3萬元租金，將鳳凰臺B及D兩商舖出租予賈利安家族成員，至少給予賈利安近1,200萬澳門元的不法利益，作為濫用職權以協助審批「疊石塘山建築項目」的回報。「權威」公司持有鳳凰臺花園包括B及D的多個舖位。
2023年1月12日，工務局任職則師、處理都市規劃的證人稱，由1999至2004年間處理疊石塘山建築項目，發展項目的勝鴻公司當時在一年內兩次向工務局申請將項目放高，並不常見，對方的申請理據是土地屬於私家地。證人稱，局方在收到申請後，一般做法是研究申請放高的理據、會否影響周邊環境等，以公共利益為優先考慮，以及參考環保局或文化局等部門意見。2009年12月，時任局長即第12被告的賈利安作出批示，將項目放高，證人認為有關的做法並不常見。
2023年1月13日，環保保護局、市政署人員，前文化局局長吳衛鳴進行作證。吳衛鳴指，疊石塘山項目範圍有軍事碉堡，雖然碉堡不在文物清單，但文化局意見希望碉堡潛在的歷史價值不受損害。文化當局曾於2013年兩次去信工務局建議保持疊石塘山原始風貌，但承認這非文化局的職責，但同事意見希望盡力保護澳門個“肺”，保護澳門的自然遺產。至於工務局最後有否接納意見不是文化局能夠控制。環境局代表作供時表示在報告生態評估內容不足，故提出要重新評估影響。對於是否有人質疑開挖山體、樓宇放高不屬環保局權限？環境局代表表示不清楚，但生態保護都是環保局權限，就生態山體保護市政署亦有職權及會關注，建築物發展高度屬工務局職權，空氣流通是城規範疇。市政署代表回應檢察官提問時表示，發展商前兩份文件未有就綠化提供太多資料，第三份已有補充資料，增加綠化量，減少塔樓座數等，還有補償，已做到很大的保護效果。又指項目位置涉及修車場，“好多廢車疊到一、兩層樓高”，如發展後亦有補償，總比廢車場、垃圾好。
2023年1月19日下午，法庭傳召2022年初退休的時任工務局局長陳寶霞出庭作證，她表示涉案的疊石塘山地段並非「白區」，因為為已有《路環整治規劃》適用。另外，疊石塘山項目當年涉及重大修改，她想上呈司長核准。對於第二被告蕭德雄早前指疊石塘山地段是「白區」，有關說法是時任特首崔世安在一次會議中首先提出，有參與該次會議的陳寶霞回應控方時先說忘記，後來改稱沒印象。當年陳寶霞擔任土地管理廳廳長，她指1997年製作的《路環整治規劃》有回歸前的政務司(相當於現時的司長)核准，規劃以葡文寫成，自己在1998年開始在土地廳工作了十年，不清楚規劃廳同事是否都能夠理解該報告的內容，但相信賈利安和九十年代的同事應該知道該規劃的存在，並在工作中作為參考基礎。對於辯方律師質疑沒有公佈的批示是否有效力，陳寶霞表示，不同意無刊登就無效，又表示通常私人項目向當局申請街線圖便可知道相關要求。
2023年1月20日，陳寶霞第二日出庭作供，兩名辯方代表律師均多番質疑《路環整治計劃》，包括未具條件生效以及為何在2007年官方公佈的、已批准都市化規劃總覽中沒有該整治計劃；亦多次問及疊石塘山發展項目是否受整治計劃規範以及為何該項目在當時發出的街線準線圖沒有蓋上受整治計劃限制的印。審訊期間，主審法官盧映霞則多次打斷代表律師，認為律師「成日兜來兜去，作用不大、浪費時間」，並多次提醒律師不要引導證人講自己想要的答案，若繼續「有目的」發問或有機會被禁；又提醒證人對重覆的問題可以選擇不回應。陳寶霞在作供時稱，不認同律師的用詞——「約束力」，整治計劃由當時政務司(相當於現時的司長)所批准。至於為何在疊石塘山發展項目沒有相關印以顯示其受《路環整治計劃》規範，她則話自己「沒有回應」、 「無咗印喺度就係無咗」、「無乜特別」。至於為何在都市化規劃總覽中沒有該整治計劃，陳寶霞則稱自己沒有留意；法官則認為陳已多次講了其所知了，可以不用回答重覆提問。法庭在同日傳召前副局長張潤民上庭作證，被問到李燦烽知不知疊石塘山項目發展高度違反《路環整治規劃》及第01/DSSOPT/2009號行政指引對該地段的限高。張潤民回應指，李燦烽應該要知道。張潤民指，當時有就疊石塘山項目開過會，而會議前會有相關資料參考，正常情況下都會閱讀完相關資料才去開會，故認為李燦烽應該要知道疊石塘山項目的限高。
2023年1月28日，法庭傳召現任局長黎永亮出庭作證。當年任職城市建設廳代廳長的黎永亮代任副局長一職，他表示張潤民在休假期間仍十分關注「疊石塘山建築項目」，當時社會對該項目有較多爭議，張則透過電話向他指示如果條件夠就批，毋需理會社會反對意見及其他政治因素。檢察官問到反正張潤民即將復工，有否建議等張回來後再由其簽署批示？黎回答說，印象中沒有。
2023年2月1日，時任工務局城市建設廳准照處高級技術員廖遠婷作供指出，2017年負責分析並撰寫「主教山別墅項目」的建築工程修改計劃，她指出該項目存在兩項重大錯誤，一是有關土地覆蓋率的計算方式，以及該項目兩層地庫合共的建築面積超過規定上限，即總建築面積的35%。她提請上級考慮有關建築計劃需作修改，惟最終未獲接納，反而被要求再制訂一份有利承批人的補充報告書。最終有關建築計劃獲核准通過，從而令到該別墅項目不需要拆卸或改建。時任准照處長李建豐作供表示，他當年認同廖遠婷對「主教山別墅項目」的分析意見，但該項目之前已獲核准及有工程准照施工中，由於未遇過有關矛盾情況，於是徵求當時已沒有擔任副局長的張潤民意見，他亦相信張會與李燦烽溝通。李建豐引述張潤民當時表示，該項目已經取得工程准照以及正在興建，而廖遠婷的報告書「寫死咗」，可能會導致承批人修改建築計劃，以及訴訟賠償的問題。張表示︰「前期已經做咗，不如唔好理，用返前期的情況。」其後指示下級廖遠婷作有利承批人的補充報告書。
2023年2月9日，法院繼續傳召廉署證人作供有關「疊石塘山建築項目」上收受的不法利益以及在協助該項目審批上的不法行為。證人表示，李燦烽在該項目上收受6個不法利益，合共約1.083億元。而李燦烽在「疊石塘山建築項目」作出多項不法行為，向集團的地產商人提供協助及違法審批。最終「疊石塘山建築項目」的總建築面積提高了6.3倍，令發展商利益飆升。
2023年2月10日，商人史鐵生（第五被告）代表律師李奕豪向廉署證人提出，為何涉案公司的另一股東鄺達財被排除在案件之中？廉署證人回答，是因為商人蕭德雄（第二被告）及史鐵生實際參與今單案件，在當中向官員給付了不法利益。首被告其後要求補充說明，他反駁其指示下屬審批「疊石塘山建築項目」的說法。他稱自己剛上任局長時項目已在批則階段，只是按過去做法「行住先」。至於被指當年不但沒有理會社會極力反對，反而仍盡力促成該項目，李燦烽表示，該項目當年已成為社會政治事件，「我哋的上級更加會知」加上當年社會運動較多，有關項目「好敏感」，「作為小小的技術部門，唔會不顧社會，無呢個能力，無呢個想法。」他只是百分百聽從上級指示，「行政長官先係維護國家安全，維護社會穩定的第一責任人！」李燦烽又稱，他是2015年上任工務局局長一職，當時「疊石塘山建築項目」已處於批則階段，「批則同事係睇街線圖，見唔到路環整治規劃》，審批圖則無同任何計劃對比係正常的」。自己在廉署時才看見完整的技術員報告，意見書中也沒有違反第01/DSSOPT/2009號行政指引的內容，他從技術上亦看不到有明顯的瑕疵。
2023年2月15日，本案開始傳召辯方證人。第一被告李燦烽稱一名廉政公署證人人將其於2014年3月擔任局長前入股私人公司的事，與同年12月擔任局長掛鈎，將顧問服務支付變成賄款，又將相關數字放大，並不真實。他曾向法庭申請附入兩份合同卻不被接納，“可以話法官阻撓”，“真係好無奈”。就南灣C8地段持股1%，他指自己從沒有按照股東身份簽名、開會，參與任何運作，存款四年多按年息4%左右退款正常。廉署證人指沒有其他人退款，但名單內少了幾個當時的官員，“唔知佢用咩方式處理”、“4%幾利息無違反澳門常規又變成賄款”。

### 名門世家項目
另外“名門世家”項目中，向地產商人提供協助、違法審批，從中收受巨額利益。控訴書內容包括賈利安和李燦烽任職工務局領導層期間，濫用職權，為地產商人在建築項目放寬樓宇高度、更改建築計劃等方面提供協助，從而收受地產商人的不法利益。
2022年12月6日，庭上展示第三被告關偉霖與第一被告李燦烽的通話紀錄，指出“大老闆”了解收則安排和第一被告表示會小心處理，檢察官詢問“大老闆”是誰？第三被告回應指是時任特首崔世安，更稱崔世安很關心「名門世家項目」，更曾兩次邀請其到特首辦了解情況，由於到得「長官」關心，有關項目於土地批租期屆滿前一、兩日完成所有手續。控訴書指，關偉霖與另外兩名被告吳立勝及吳驥年透過無償贈予方式，給予李燦烽名門世家一個價值港幣2,020萬元的複式單位，作為李燦烽就任工務局局長後，協助「名門世家建築項目」後期審批及加快發出樓宇使用准照的回報。「名門世家」的土地批租期至2016年12月25日，若逾期未完成土地利用，政府則要依法收回土地。黎裕豪指，第一被告在任工務局局長期間與第三被告保持通話數百次，但第三被告否認其在第一被告在任副局長時認識，在吳立勝被捕後，他與第一被告之間只討論吳立勝在該案件的事情。辯方律師再問關偉霖，「大老板」當時是否只是「善意通知」？關回應稱，是「善意通知」，又稱崔世安當時很關心吳立勝在美國的安危，以及名門世家項目的工程進度，擔心會成為澳門金融的不穩定因素。庭上第三被告否認與第十二被告賈利安與其前親屬有密切關係。
2022年12月9日，第四被告吳立勝否認為了加快「名門世家建築項目」收則，而以一個價值2020萬元的「名門世家」複式單位行賄李燦烽，指單位是作為支付李燦烽研究在澳門籌建聯合國會議中心的酬勞。吳立勝庭上作供稱，「南南項目」設計方案、策劃、英文文件等，均由李燦烽全程負責，有關規劃方案由李燦烽做，他稱這是「國家特別使命」。相關回答引起檢方質疑，但第四被告稱要求第一被告做「一個北京和聯合國都同意的方案」，有關方案包括要填海六平方公里，指李燦烽收費算便宜，若是政府，兩億都照給。
第四被告吳立勝完成作供後，第一被告李燦烽開腔要求「補充」。就氹仔「名門世家」部份，被指濫用職權及至少兩次收取地產商不法利益的李燦烽表示，2014年上任工務局局長前，第三屆特區政府已解決該項目的「很多困難」，自己上任後已沒有困難需要處理；他稱，有關項目的「爭議」由第三屆行政長官（崔世安）以及司長（時任運輸工務司司長劉仕堯）解決；而曾任工務局副局長的張潤民亦「能力強」，讓該項目「完全合法、合規」。
2022年12月14日，第四被告吳立勝的妻子潘暖荷及兒子吳驥年以被告身份接受控辯雙方盤問。控訴書指，吳驥年與另外兩名被告吳立勝及關偉霖透過無償贈予方式，給予李燦烽名門世家一個價值港幣2,020萬元的複式單位，作為李燦烽就任工務局局長後，協助「名門世家建築項目」後期審批及加快發出樓宇使用准照的回報。吳驥年作供時否認指控，聲稱是按父親吳立勝的決定去做，而主任檢察官指李燦烽獲得名門世家單位，豁免了管理費、轉名費以及物業登記費，他回應指有相關情況，其後再被檢察官提問時保持沉默。吳立勝透過妻子潘暖荷，售賣兩個不動產給賈利安的家族成員。潘暖荷否認指控，稱自己只是負責簽文件，所以很多事情都不知道，自己亦從不參與公司開會決策，因為吳立勝不喜歡講「生意經」，她便不過問生意上的事情，引起主任檢察官質疑為何吳立勝會在樓市低迷時賣樓不合邏輯，並指出同一時期吳已準備好動用兩億幾元入市「掃平貨」；而檢察官問到其中一個「聖祿杞街」物業透過賈利安的妻子李惠清（第十三被告）出售情況，認為吳立勝代表律師歐安利提出反對，認為上述問題與本案無關，質疑控方的提問方式好有問題；主審法官隨後認為可先看檢察院問題，讓檢控官繼續發問。
2023年1月17日下午，法庭傳召時任規劃廳高級技術員陳國昌出庭作證，表示2005年製作該項目報告時被時任上級丁思源催促加快，他不認同該項目由八棟改為十棟，認為有點離譜，而事前建設廳亦沒按正常流程諮詢城規廳意見。如果當年他有收到這份修改計劃的話，陳直言︰「我會否決」，將密度降低。而在一份報告書中，並不同意該項目放高至133.86米，其後丁思源表示要考慮城市發展，善用土地資源，那段時候很多地段都有改規劃，不按原有的街線圖，上級要求按現行法例的土地覆蓋率、地積比計算地段倍數，其在2005年再製作報告時，才脫離了原街線圖的條件。對於該項目違反街影條例，使用了由時任副局長李燦烽所訂立了「街影替代法」。陳國昌表示，他接手項目時已被告知時間緊迫，自己未計好數據已被催促提交。丁思源說已核對畫圖員計算的陰影圖數據，故直接採用來製作報告。不過很多時上級都要求盡快完成檔案工作，也沒有說明原因。
2023年1月18日下午，兩名時任工務局人員表示，局方內部對私人工程建築面積設有5%浮動的共識，認為是約定俗成，但沒有批示和法律依據，當時「名門世家」項目的修改無上呈司長，也沒有停止其工程准照的審批程序。另外，控訴書指，為了令「名門世家」項目能順利在臨時批租期限屆滿前發出准照，避免承受特區政府宣告批給失效而收回土地的法律後果。
對於第一被告被指多次濫用職權，指示下屬讓「名門世家」第八座至第十座未完成處理遺失的《工程記錄簿》前，加快處理驗收，以讓項目於土地臨時批租期限屆滿前完成。第四被告、商人吳立勝代表律師歐安利稱，當時社會（地產商）因新《土地法》收地問題，認為當土地到期「天主、上帝都救唔到」，質疑負責預審的技術員操作慢。證人在庭上作供指，2015年11月，按上級指示，就項目土地利用期即將屆滿問題，對項目撰寫「總結報告」，當時由於消防局還未發表意見，所以就在報告中寫上「由上級決定有沒有條件發使用准照（入伙紙）」； 證人確認，這份不是真正的驗樓報告，其本人沒有就項目已「符合條件」作出建議。
對於名門世家項目未有按照「都市建築總章程」（現都市建築法律制度）規定提交石屎鋼筋「工程記錄冊」（即「工程簿」），為何仍能批出使用准照（即入伙紙），是否想讓土地能於批租期屆滿前完成？張潤民回應稱，因首次遇到遺失「工程簿」的情況，而相關法規又沒有清晰說明如何處理。但他認為驗收工作及「工程簿」沒有必然關係，使用准照的發出是據驗收委員會的驗收筆錄，並查核是否已按核准的圖則施工，「驗收主要係對圖則」。「工程簿」則是按時序記錄工程的過程，「係之後發現有問先對返」。被問到李燦烽是否知悉遺失「工程簿」，張潤民則指，李燦烽簽署了遺失「工程簿」的後續處罰文件，故李燦烽應該知悉名門世家的「工程簿」遺失了。黎裕豪又問到李燦烽對名門世家項目的關注程度，張潤民表示，當時李燦烽有要求加快處理，爭取在土地批租期屆滿前完成驗收及發出使用准照。當時政府整體政策對於差不多建成、土地臨時批給又批租期即將屆滿的土地，政府均希望儘力在期限屆滿前完成審批。
2023年1月28日，當時正在任職工務局局長黎永亮出庭作證時，承認有收到幾個上級指示加快處理名門世家項目，但對於李燦烽指示其先處理名門世家項目的使用准照再處理遺失「工程記錄簿」一事，他不認為是違法，但又指按正常程序下，「名門世家」項目有可能無法趕及在土地批租期屆滿前都發出使「入伙紙」（使用准照）。主任檢察官蕭燕霞問其上級即局長及副局長有否提及要加快名門世家項目的驗樓、收則？黎回答︰「幾個上級，司長、局長、副局長都有」，指示內容是「話要加快，就嚟到期」，他亦有傳遞下級有關指示。主任檢察官蕭燕霞問到，正常情況下，是否要完成整個遺失「工程記錄簿」的行政程序，才能對樓宇發出使用准照？黎永亮回答，法律並沒有寫得很清楚，他認為處罰的是指導工程師，應該不會對發出使用准照有影響。黎的證言又與廉署所錄的口供有出入，法官宣讀口供引述黎永亮當時表示，處罰可以分開處理，不影響驗樓，但會影響發出使用准照。黎永亮再回應時稱，處罰指導工程師的程序，對於發不發使用准照無影響。黎又承認遺失「工程記錄簿」是極少見的事，李燦烽著其暫停處理，先做使用准照，加快驗樓，黎亦有下達有關指示，他認為是押後處理遺失「工程記錄簿」並不違法。
2023年2月2日，廉署又曾在「名門世家」營銷部副總監鄧遠峰的手機發現三個檔案，相片顯示2014年3月22日於名門世家銷售中心接待聯合國貴賓，李燦烽有參與。而翌日李燦烽便無償取得該複式單位。相片所見李燦烽笑容十足地在一個沙盤前向聯合國人員介紹。主任檢察官黎裕豪亦展示由嫌犯提供「南南合作項目」參觀的相片。證人表示，當時李燦烽是在介紹「名門世家」項目，圖片可見，當時「名門世家」棚架都未拆，「完全睇唔到同南南項目有咩關係！」證人指當時吳李二人關係密切，質疑在李上任局長後是否應在「名門世家」項目避嫌。
廉署證人又指第四被告吳立勝作為精明地產商人，不會明知樓市正在回溫之時卻「賤賣」不動產，而且據資料顯示吳立勝的絕大部分不動產都是以超過其擬定價或市價出售，只有個別情況是「蝕錢」，而吳之前的「等錢使」之說亦站不住腳。證人認為，這明顯是吳立勝透過給予賈利安家族未來一個大幅升值的空間，以作為輸送不法利益。證人指吳立勝方面整理的資料顯示「蓮莖巷」擬售價為600萬元。證人認為，吳不會賤賣不動產，資料亦顯示吳立勝過往出售不動產而「蝕錢」，只有個別情況，作為澳門地產業總商會永遠榮譽會長，熟悉地產市道，當時樓市已吹回暖風。證人在PPT上整理了該兩年間的新聞報章，包括「地產界要求澳門恢復四厘補貼」等報章標題，以及第三被告關偉霖受訪預測樓市的報道。這時第十三被告李惠清代表律師蔡永昌反對，指有關資料不是來自卷宗。證人解釋公眾可查閱得到。主審法官盧映霞稱，「咁我哋當眼睇唔到，繼續聽佢講」。證人續指，「作為經驗豐富的地產商人，我諗唔到佢（吳立勝）點解會賤賣不動產，係完全唔合理。」以低於實際價值放售單位，「明顯給予賈利安家族未來升值空間」。
在「名門世家建築項目」方面，證人表示，違法的「街影替代法」是由李燦烽提出並得到賈利安同意在工務局使用，工務局人員陳國昌曾在2008年「名門世家」的一份報告書內有所提及。證人指出「街影條例」是為了保障居民的陽光權，顯然和「名門世家」的屏風樓不現已「完完全全破壞及遮擋小潭山步行徑的觀景」。證人又在庭上解釋如何計算才符合「街影條例」。
2023年2月7日庭審中，第一被告李燦烽甫開庭便反駁上一庭首名廉署證人的證言。對於被指授權下級是切割責任，實則在背後操縱工程的審批過程，李稱這是落實特區政府精兵簡政的施政理念。李燦烽被指上任工務局局長之後，便授權下級領導及主管負責審批工程，但實際上只是切割責任，李在背後其實操縱工程計劃審批過程。李燦烽解釋，他在2015年出任局長時有多項工作是前局長沒有的，修改城規會架構、起草都更委員會行政法規、處理粵澳合作等事宜。而他擔任城規會主席，「又簽規劃圖，又做批則，未必合理，分開執行係好啲。」李燦烽又指，「特事特辦」並非由其提出， 「黎永亮（現任工務局局長）、張潤民又好，經常會聽到呢個詞」。當年比涉案「名門世家」困難的項目還有幾個，「上級話唔好同政府搵麻煩，督促佢哋做快啲」，而這個「特事特辦」，工務局亦是「依法依規」去處理。

### 氹仔TN20及TN24建築項目
“TN20 & TN24建築項目”中，李燦烽被指在自由、自願、有意識的情況下，為獲得不法利益，濫用職務權力，涉多次為案中地產商人在兩地段的項目合併發展提供協助及違法審批，從中至少三次收取不法利益，並掩飾有關利益的不法來源及性質，逃避刑事追訴。賈利安、李燦烽涉嫌使用不法所得購買大量不動產，李燦烽還涉嫌不實申報財產。控拆書指，李明知有關意見違反法律規定，但仍於2018年4月批示同意。5月，工務局職員在李的施壓及直接干預下，再次撰寫符合李要求的建議書，建議兩地段最大建築許可地積比為12.02倍；在李同意意向性批示的誤導下，2018年6月及7月，運輸工務司司長羅立文及時任行政長官崔世安作同意批示，「新建泰」提交的兩地段合併發展申請終獲得通過。
2023年1月31日，當時負責編制有關項目的街線圖和規劃條件圖的城市規劃廳職員麥耀輝出庭作證表示，按「氹仔北區都市化整治計劃修訂」規定，「TN20」與「TN24」屬兩幅獨立發展土地，各自的地積比分別為13倍和11倍。但時至2018年3月，當時已沒有擔任副局長的張潤民撰寫了一份獨立意見，建議由城市規劃廳按照各項規劃目標及指標總量不變的原則，兩地段統一最大建築許可地積比為12.02倍，從技術上研究重新訂定兩地合併的規劃條件的可行性。最終在張潤民指導、李燦烽同意下，麥所作的兩地合併建議書上呈至行政長官獲批。主任檢察官蕭燕霞問及，兩幅土地統一地積比為12.02倍，是否對發展商最有利和最有價值？麥耀輝回答，會比較容易發展，若按之前一幅13倍，一幅11倍，總面積雖然無變，但土地的利用就沒有那麼靈活。
2023年2月8日，廉署證人以PPT形式介紹首被告李燦烽在任期間受賄至少850萬港元，以利用職權協助第三被告關偉霖、第八被告劉寶芳、第十七被告胡家儀合併TN20及TN24項目建築計劃。廉署證人介紹李燦烽在兩地段合併發展項目上，至少收受三個不法利益，當中包括合謀高價購買李燦烽的名門世家複式單位；合謀低價出售名門世家單位予李燦烽；經一波「高賣低買」的操作後，為李燦烽成功套現約1,031萬港元。2018年4月19日，李烽滙款1,020萬港元到澳洲予兒子李安德購買澳洲物業。另外，李燦烽亦獲豁免管理費、轉名費及取消登記費，合共約27萬澳門元的不法利益。

## 各方回應

### 涉貪案曝光後各方反應
澳門行政長官
2021年12月24日，行政長官賀一誠完成前往北京述職返回澳門後會見傳媒，被傳媒多番問及「李燦烽案」，賀一誠指「案件已進入司法程序，行政長官不適合評議」，又指如果發現有官員包括高級或低級官員涉案，會一視同仁作出處理，同時指出該案調查是廉政公署的「獨立行為」。
澳門立法會全體會議
2021年12月29日，澳門特別行政區立法會舉行全體會議，多位議員在議程前發言時關注「李燦烽案」。其中直選議員高天賜表示該案繼歐文龍貪污案後再度成為本地和國際新聞「焦點」，政府須對土地工務運輸局全面調查以重建政府形象，又認為澳門應設立「吹哨人」保護制度，使檢舉人可以無懼舉報違規行為如貪污，違紀，違法及濫用權力等弊病。另一直選議員梁孫旭質疑「失憶局長」在離開公職多年後復任公職兼升職，要求政府「深刻檢討」該任命並加快建立一套嚴謹的選人用人機制，加強落實各項反貪腐法制的建設和建立完善的官員問責制度。
前工務局局長陳寶霞
2022年1月5日，即將於1月中旬退休卸任的土地工務運輸局局長陳寶霞回應前局長李燦烽涉貪腐案，指其不評論他人，案件亦進入司法程序，只稱法例需更新改進，作為局長要充分與同事溝通，抱持專業精神，希望法制能夠趕上，讓部門具備健康的法制和發展。又指工務局內的指引重視廉署指示，包括對自身及同事的警覺，都要遵從廉署指引，這也是公務員應做的，「作為公務員，『廉潔…』喺局裡面係非常重視嘅指引」。
社會人士反應
澳門立法會前直選議員、澳門社區發展新動力理事長區錦新批評當年「歐文龍案」的處理並不徹底，而本案只是其延續。目前只看到李燦烽涉受賄被揭發，與建築、土地相關的弊案或只是現冰山一角。區錦新表示，這凸顯了與土地及建築有關方面「幾時都係重災區」，除了個人因素，皆因整個公共行政效率都好低，尤其與建築、土地相關方面的申請全部程序處理得非常慢及低透明度，同時認為以何厚鏵為首的特區政府沒有徹底處理該案件所涉及的問題，並以此埋下禍根。
傳新澳門協會理事長兼任立法會直選議員林宇滔表示，政府必須系統性改革工務部門的資訊透明度，系統性、全面公開所有可公開資料及指引，尤其建築申請的技術資料、土地資訊及資料統計，避免資訊不透明成為貪污的溫床。其中林宇滔於2022年1月8日提出書面質詢，揭出前運輸工務司司長歐文龍涉貪後，2019年6月又查出前工務局局長賈利安涉貪並利用職務之便與家人購買約40個物業，事件反映出工務部門存在系統性的問題。林宇滔又指出，近年頻頻出現許多涉及土地和建設的爭議，包括益隆炮竹廠、疊石塘山超高樓和南灣湖CD區等土地也涉嫌或證實涉貪等。他認為，此等事件源於特區政府並沒有盡其職責，認真守護土地公義，尤其經歷了諸多土地爭議事件後，特區政府未有主動巡查全澳所有私人土地的狀況和業權人情況，至今亦未有系統地公開全澳整體的土地資訊，讓公眾知悉。
立法議員李靜儀指出，澳門回歸至今，已有一名司長涉貪入獄，兩名前局長涉刑事被調查或偵辦。她認為，李燦烽涉貪被捕，對特區政府管治威信造成很大的打擊，特區政府必須將違法犯罪的人繩之以法，並認真審視相關的法律、委任官員的標準，以及完善官員問責制度，以免同類事情再次發生。李靜儀表示，隨著新《土地法》以及《城規法》相繼出台後，土地管理以及城市規劃上，很多過往存在的問題亦已經有所改善。她認為，有需要不斷透過優化法制程序，增加資訊透明度等等加強廉潔監督。李靜儀表示，工務局內部的行政程序的問題，外界好難看得清楚，但作為工務局的上級必須認真審視當中有否存在漏洞，讓一些別有用心的人乘機去做出違法的行為。她指出，政府過去回應官員問責以及防範官員貪污瀆職的問題上，都稱有制度處理，但亦承認有需要完善的地方，行政法務司司長張永春較早前的施政方針辯論會議上亦表示，其曾在廉署工作五年，發現不少濫用職權個案超過時效無法追究，制度需要完善。對於李燦烽在擔任工務局副局長作供時被捲入歐文龍貪污案，他以證人身份出庭作供時，曾多次以無印象、不清楚作回應，故被戲稱「失憶局長」，更在第四屆政府再回巢後“升職”，引起坊間不少質疑政府任用官員的標準。李靜儀認為，官員的能力和經驗固然重要，但公眾亦十分關注委任官員的廉潔誠信方面的表現，特區政府在將來除了要完善法律制度之外，在官員的委任上，亦要清晰委任標準，確保官員廉潔奉公。
運輸工務司司長 / 土地工務局局長
2022年4月1日，傳媒關注工務範疇的廉潔問題、如何防止再有領導捲入貪腐案件。出席儀式的運輸工務司司長羅立文終於回應，他指出，希望社會不要因為工務部門一兩單問題事件就標籤整個部門，他相信新的工務局領導會做好廉潔，但強調沒一個神仙能保證不會再發生，會儘量、盡力解決這個問題。他指出很好難做到控制每一個人，又指自己不評論相關事件。有傳媒問到新任土地工務局局長黎永亮問及日後領導層如何做好廉潔奉公的工作時，羅立文則「搶答」。他希望社會不要因為一單、兩單或幾單事件就標籤，呼籲社會各界應冷靜；新任土地工務局局長黎永亮表示，自己會不斷提醒自己及同事，要盡忠職守、作為公務員廉潔是最重要、首要條件。
廉政專員
2022年12月20日，對於前工務局局長李燦烽在法庭作供時多次提及前行政長官崔世安，廉署需否跟進？廉政專員陳子勁回應，無論案件大小，無論涉案人身分，廉署一向有案必查，希望大家無需太過捕風捉影。

## 延伸事件
在2023年2月4日庭審中，有廉署證人作供時，曾有「高層人士」以及工務局職員涉嫌洩密，把廉署正調查李燦烽一事透露給對方，故李一直沒有回來澳門。有媒體向廉署查詢時僅回覆︰「公署沒有任何資料補充或消息透露。」